# كفر غازي
كفر غازي إحدى قرى مركز زفتى التابع لمحافظة الغربية بجمهورية مصر العربية. أصله من توابع سنبو الكبرى ثم فصل عنها سنة 1278 هـ باسم محلة كفر غازي وورد باسمه الحالي في جداول قرى 1880.

## السكان
بلغ عدد سكان كفر غازي 1259 نسمة حسب تقدير عام 2018.
| السنة  | 1882 | 1897 | 1907 | 1927 | 1947 | 1960 | 1976 | 1986 | 1996 | 2006 | 2018 |
| ------ | ---- | ---- | ---- | ---- | ---- | ---- | ---- | ---- | ---- | ---- | ---- |
| القرية | 270  | 459  | 515  | 462  | 342  | 349  | 307  | 358  | 498  | 579  | 1259 |